# Weingut Gerhard Aldinger

Logo des Weingutes

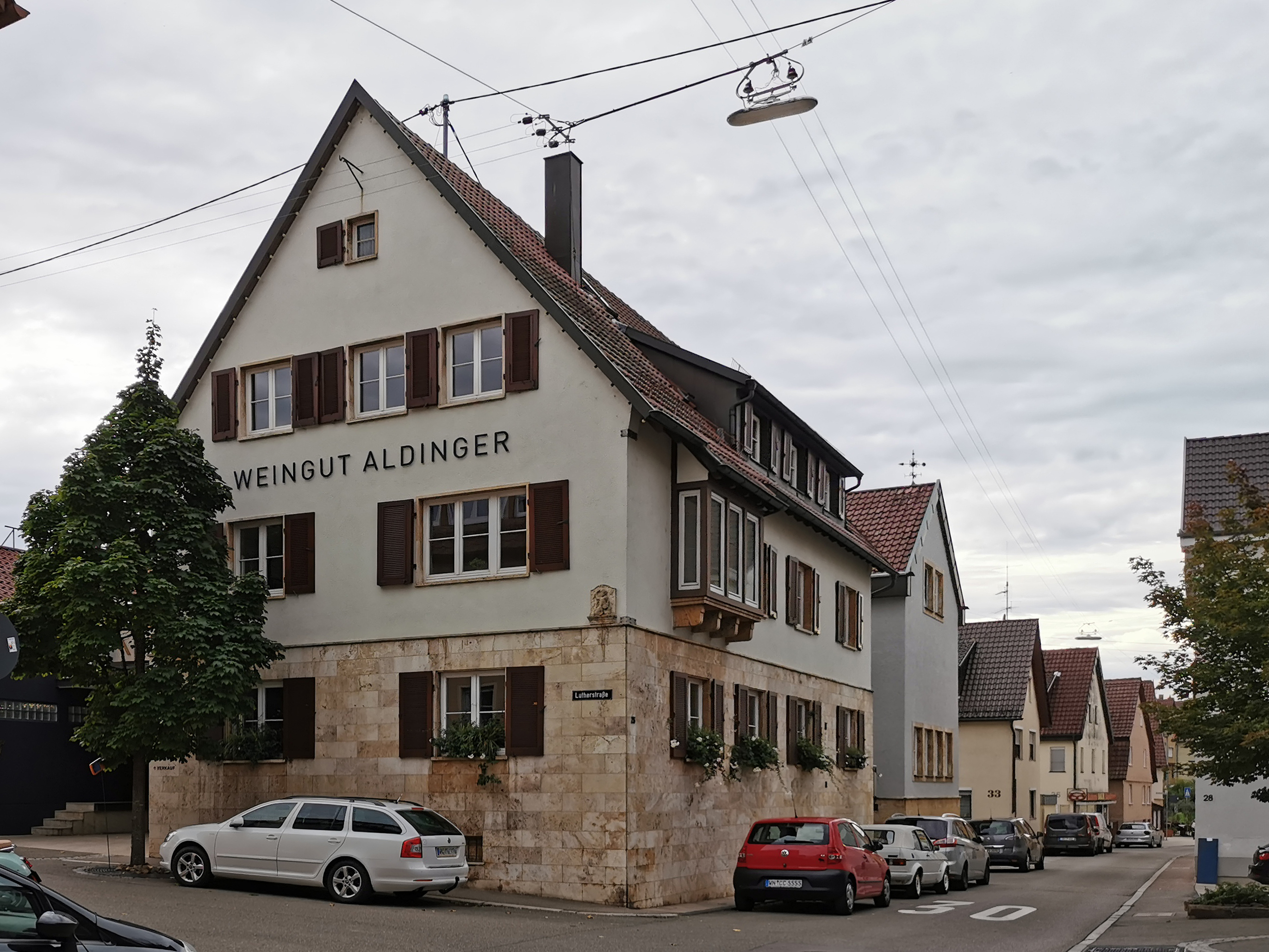
Gebäude des Weinguts Aldinger

Das Weingut Aldinger befindet sich in der baden-württembergischen Stadt Fellbach im deutschen Weinbaugebiet Württemberg. Es produziert auf 22 Hektar Rebfläche 175.000 Flaschen Wein jährlich.
Das Weingut ist Mitglied des Verbands Deutscher Prädikatsweingüter e. V. (VDP).

## Geschichte
Die Tradition des Weingutes reicht bis ins Jahr 1492 zurück, als Bentz der Aldinger von Aldingen nach Fellbach zog. Mittlerweile trägt die 15. Generation die Verantwortung.

## Weinlagen und Rebsorten
Wichtigste Lage des Weingutes Aldinger ist der 9,6 Hektar große Untertürkheimer Gips, der sich im Alleinbesitz des Weingutes befindet. Diese Lage ging aus einem ehemaligen Gipssteinbruch hervor und liegt teilweise auf der Gemarkung Stuttgart-Untertürkheim (→ Weinbau in Stuttgart).
Das Weingut produziert rund 31 % Riesling, 13 % Spätburgunder, 13 % Lemberger, 7 % Chardonnay und Cabernet Sauvignon, 5 % Trollinger und je 6 % Merlot, Weißburgunder, Lemberger und Sauvignon Blanc.

## Auszeichnungen (Auswahl)
- 2004 – Gault Millau WeinGuide: Aufsteiger des Jahres[2]
- 2002 – Vinum-Rotwein-Preis
- Klassifizierung mit drei Sternen bei Wein-Plus (Stand 2009)
- Falstaff: Spätburgunder Trophy Deutschland 2022 erster Platz für 2019er Marienglas Untertürkheim Gips, Spätburgunder
- 5 Sterne Eichelmann Weinführer 2022[1]